# Siège de Verceil (1704)
Pour les articles homonymes, voir Siège ou bataille de Verceil.
Guerre de Succession d'Espagne
Batailles
Campagnes de Flandre et du Rhin
- Landau (1702)
- Friedlingen (1702)
- Kehl (1703)
- Ekeren (1703)
- Höchstädt (1703)
- Spire (1703)
- Schellenberg (Donauworth) (1704)
- Blenheim (1704)
- Landau (1704)
- Vieux-Brisach (1704)
- Eliksem (1705)
- Ramillies (1706)
- Stollhofen (1707)
- Cap Béveziers (1707)
- Cap Lizard (1707)
- Audenarde (1708)
- Wynendaele (1708)
- Lille (1708)
- Gand (1708)
- Malplaquet (1709)
- Douai (1710)
- Bouchain (1711)
- Denain (1712)
- Bouchain (1712)
- Douai (1712)
- Landau (1713)
- Fribourg (1713)

Campagnes d'Italie
- Carpi (1701)
- Chiari (1701)
- Crémone (1702)
- Luzzara (1702)
- Verceil (1704)
- Cassano (1705)
- Nice (1705-1706)
- Calcinato (1706)
- Turin (1706)
- Castiglione (1706)
- Toulon (1707)
- Gaeta (1707)
- Cesana (1708)
- Syracuse (1710)

Campagnes d'Espagne et de Portugal
- Cadix (1702)
- Vigo (navale 1702)
- Cap de la Roque (1703)
- Gibraltar (août 1704)
- Ceuta (1704) (es)
- Málaga (1704)
- Gibraltar (1704-1705)
- Marbella (1705)
- Montjuïc (1705)
- Barcelone (1705)
- Badajoz (1705)
- Barcelone (1706)
- Murcie (1706) (es)
- El Albujón (1706) (es)
- Santa Cruz de Ténérife (1706) (en)
- Almansa (1707)
- Xàtiva (1707)
- Ciudad Rodrigo (1707) (en)
- Lérida (1707)
- Tortosa (1708)
- Minorque (1708)
- Gudiña (1709)
- Almenar (1710)
- Saragosse (1710)
- Brihuega (1710)
- Villaviciosa (1710)
- Barcelone (1713-1714)

Campagnes de Hongrie
- Saint-Gotthard (1703) (en)
- Biskupice (1704) (en)
- Smolenice (1704) (en)
- Koroncó (1704) (en)
- Zsibó (1705) (en)
- Saint-Gotthard (1705) (en)
- Trenčín (1708) (en)

Antilles et Amérique du sud
- Santa Marta (1702)
- Guadeloupe (1703)
- Nassau (1703)
- Colonia del Sacramento (1704)
- Carthagène (1708)
- Rio (1710)
- Carthagène (1711)
- Rio (1711)
- Cassard (1712)

Le siège de Verceil qui a eu lieu du 15 juin 1704 au 20 juillet 1704, durant la guerre de Succession d'Espagne oppose les troupes de la monarchie française commandées par le duc de Vendôme aux troupes du duché de Savoie commandée par le gouverneur Deshayes. 

## Contexte
Après avoir laissé son frère Philippe, le grand prieur de France, sur la Secchia, le duc de Vendôme prend la route du Montferrat.

Arrivé à Casal, il apprend que le duc de Savoie, Victor-Amédée II, campait assez près de Verceil, entre Villanova et Balzola.

Il marcha à lui, joignit son arrière-garde à quelques lieues de Trino, la chargea et la mit en déroute. Les piémontais y perdirent quatre cents hommes et le général Joseph Guibert de Vaubonne qui les commandait fut fait prisonnier.

## Ordre de bataille
- Régiment d'Anjou
- Régiment de Bassigny
- Régiment de Beauce
- Régiment de Beaujolais
- Régiment de Berwick
- Régiment de Bollezane
- Régiment de Cambrésis
- Régiment de Caraccioli
- Régiment Colonel-Général cavalerie
- Régiment de Croy
- Régiment de Grancey
- Régiment d'Île-de-France
- Régiment de La Marine
- Régiment de Leuville
- Régiment de Limousin
- Régiment de Lombardie
- Régiment de Lyonnais
- Régiment de Maulevrier
- Régiment de Médoc
- Régiment de Mendoze
- Régiment de Normandie
- Régiment de Périgord
- Régiment de Piémont
- Régiment de Solre
- Régiment de Tessé
- Régiment Royal des Vaisseaux
- Régiment de Sourches (1665-1675)
- Régiment de Vendôme

## Déroulement
Après cette victoire, le duc de Vendôme poussa vers Verceil et y entreprit, avec vigueur, le siège.
La place était commandée par M Deshayes, un Français réfugié qui disputa le terrain farouchement. Il menaça de faire prendre quiconque parlerait de capituler, tant qu'il resterait un morceau de fortification à défendre. Cet ordre fut lu à la garnison, et affiché dans tous les carrefours de la ville.
Dans la nuit du 25 au 26 juin, la tranchée fut ouverte avec deux bataillons du régiment de Lyonnais, ceux d'Anjou, et les trois des Vaisseaux et chaque nuit, des attaques et bombardements sont lancés contre les assiégés pendant que les travaux d'approche et les sapes sont engagés.
Le 30 juin, les batteries qui avaient été établies au pied du glacis, au nombre de quinze pièces, ainsi que les mortiers et pierriers battirent en brèche les fortifications. La découverte d'un fourneau de mine et la construction de nombreuses sapes, permirent aux troupes Françaises de se loger, dans la nuit du 5 au 6 juillet, sur deux angles du chemin couvert, malgré la résistance des assiégés.
Pendant ce temps, après avoir envoyé un gros corps de cavalerie reconnaitre Tricerro, le duc de Savoie parti le 13 juillet de Lucedio pour Carpeneto. Le duc de Vendôme voyant le gros des troupes de son adversaire s'éloigner, il fait mettre en batterie vingt deux pièces qui augmentèrent beaucoup les brèches.
Le 16 juillet les Français se rendent maitre de la demi-lune et le 20, le feu redoublé de toutes les batteries oblige la garnison à battre la chamade à onze heures du matin après trente-cinq jours de tranchée ouverte. 

## Bilan
La garnison fut faite prisonnière de guerre et les troupes françaises et espagnoles prirent alors possession d'une partie de la place. La garnison ne sortit de la place que par la brèche, à condition de mettre bas les armes, dès qu'elle serait sur le chemin couvert et de déposer les drapeaux sur le glacis. Les 3 500 fantassins et 500 dragons où cavaliers furent conduit à Milan, Alexandrie, Valence, Tortone et Serravalle d'où ils devaient s'embarquer pour Gênes pour passer en France suivant l'ordre du Roi de France.
Les vainqueurs trouvèrent dans Verceil 72 pièces de canon de fonte, des mortiers, des pierriers, un grand nombre d'armes, de grands approvisionnements de toute espèce, et tout ce que le duc de Savoie avait fait assembler pour le siège de Novare, qu'il s'était proposé de faire au début de la campagne. La conquête de cette place ne coûta aux troupes françaises et à celles d'Espagne, que deux cents hommes tués et huit cent trente blessés.
Le duc de Savoie perdit, non-seulement 13 bataillons, tant de ses troupes que de celles des impériaux, mais aussi la forteresse la plus considérable de ses états après Turin. Dès qu'il apprit qu'elle avait capitulé, il   rentra avec toutes ses troupes dans son camp de Crescentino.
En même temps, suivant les ordres de Louis XIV, qui ordonnait que Verceil fût rasé, les troupes travaillèrent à miner les fortifications.